# 宮城県道137号荒浜原町線

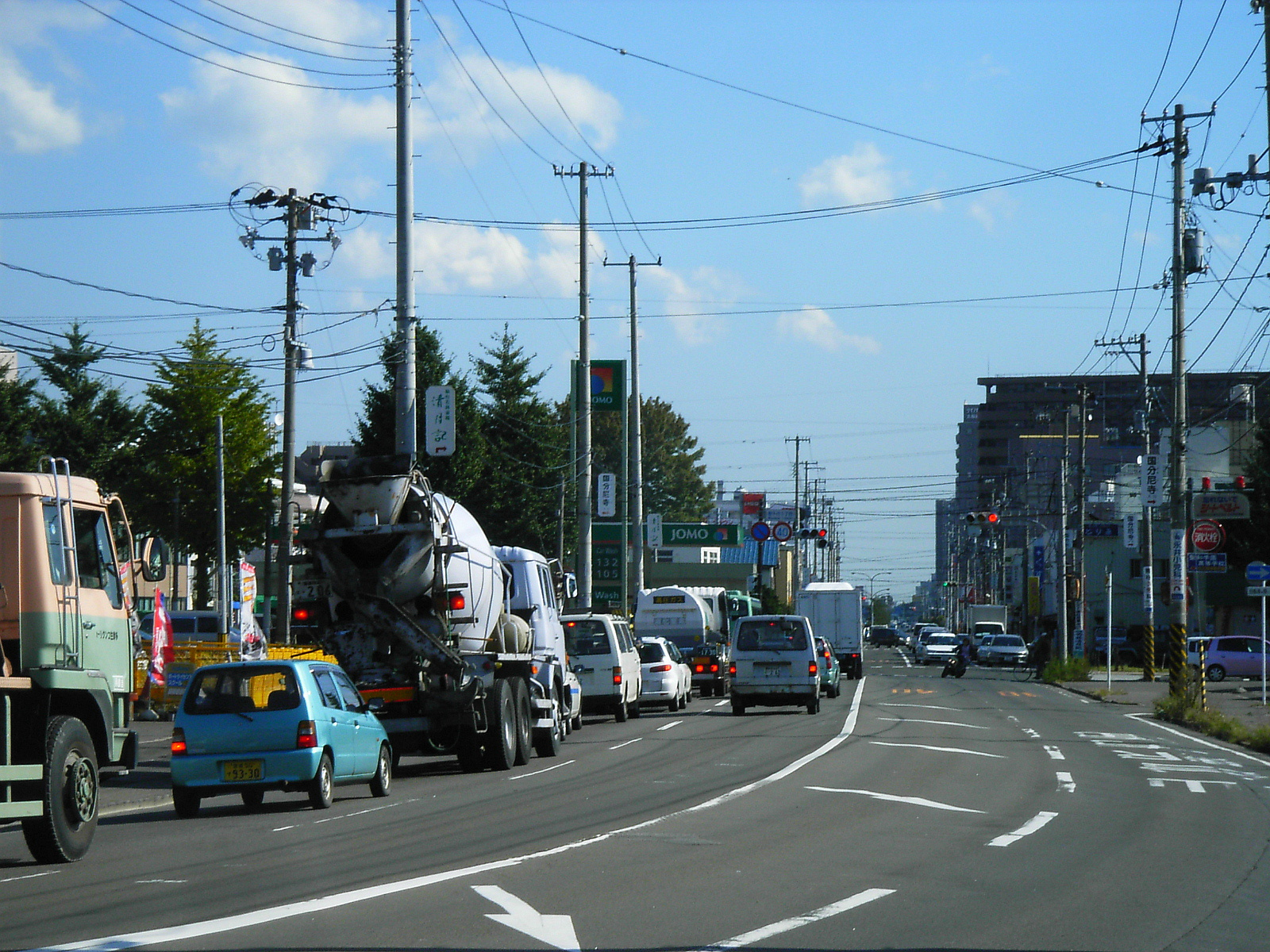
宮城野陸橋の東（2005年10月）

宮城県道137号荒浜原町線（みやぎけんどう137ごう あらはまはらのまちせん）は、宮城県仙台市若林区から同市宮城野区へ至る一般県道である。

## 概要
仙台市都心部と仙台港および旧深沼海岸（若林区荒浜）方面を結ぶ幹線道路。新寺通と産業道路（宮城県道23号仙台塩釜線）を結ぶ区間は片側2車線で交通量が多い。かつて3車線でリバーシブルレーン規制を行っていた宮城野陸橋は2006年（平成18年）に片側2車線の新橋へ架け替えられ渋滞緩和が図られた。
宮城野区内はかつてJR仙石線と交差する「荒浜街道踏切」があったが、2000年（平成12年）3月11日に仙石線が地下線に切り替わったため廃止されている。
宮城野萩大通と交差する宮城野区宮千代1丁目付近から若林区六丁の目南町付近まで仙台市地下鉄東西線が地下で並行している。大和町4丁目交差点付近に卸町駅が、六丁の目西町交差点付近に六丁の目駅が設置されている。

### 路線データ
- 起点：若林区荒浜字中丁（旧深沼海岸入口）
- 終点：宮城野区五輪一丁目（仙台市立宮城野中学校前、国道45号との交点）
- 本線（Google マップ）

## 地理

### 通過する自治体
- 宮城県
  - 仙台市（若林区 - 宮城野区）

### 交差する道路
JR東北本線（宮城野貨物線）とは仙台貨物ターミナル駅南側で、仙台東部道路とは東北放送荒井ラジオ送信所南側付近でそれぞれ立体交差している。
- 宮城県道10号塩釜亘理線（若林区荒浜新一丁目:荒浜交差点）
- 宮城県道235号荒井荒町線（若林区荒井字堀添、荒井土地区画整理事業地内・若林区役所七郷行政サービスセンター前）
- 宮城県道23号仙台塩釜線（通称:産業道路）・仙台港方面（若林区六丁の目西町：六丁の目西町交差点 - 仙台バイパス：六丁の目交差点まで重複）
- 国道4号・仙台バイパス（若林区六丁の目元町:六丁の目交差点）
- 宮城の萩大通り（宮城野区宮千代二丁目）
- 新寺通（宮城野区宮城野二丁目）
- 宮城野通（宮城野区宮城野一丁目）